# Tat'jana Panova
Tat'jana Panova (in russo Татьяна Юрьевна Панова?; Mosca, 13 agosto 1976) è un'ex tennista russa.

## Biografia
Figlia di Ura e Ludmilla, ha un fratello di nome Ruslan Panov, all'età di 18 anni diventò professionista. Al torneo Pattaya Women's Open giocò due finali: da singolo nel 2000 contro Anne Kremer  dove perse con il risultato di 1-6 4-6 e in coppia con Lina Krasnoruckaja nel 2002, contro Kelly Liggan e Renata Voráčová.
Un'altra finale persa quella in singolo del 2002 all'ASB Classic, esibendosi contro Anna Smashnova. Nel ranking raggiunse la 20ª posizione il 23 settembre del 2002. Sempre nello stesso anno partecipò all'Open di Francia 2002 - Singolare femminile arrivando al terzo turno, venne fermata da Daniela Hantuchová.
All'Australian Open 2005 - Singolare femminile giunse al terzo turno venendo eliminata dall'australiana Alicia Molik.

## Statistiche

### Singolare

#### Sconfitte (3)
| Legenda         |
| --------------- |
| Grande Slam (0) |
| WTA Finals (0)  |
| Tier I (0)      |
| Tier II (0)     |
| Tier III (0)    |
| Tier IV (3)     |
| Tier V (0)      |

| N. | Data             | Torneo                                | Superficie  | Avversaria in finale | Punteggio |
| 1. | 19 novembre 2000 | Pattaya Women's Open, Pattaya         | Cemento     | Anne Kremer          | 1-6, 4-6  |
| 2. | 6 gennaio 2002   | ASB Classic, Auckland                 | Cemento     | Anna Smashnova       | 2-6, 2-6  |
| 3. | 1º aprile 2002   | Sarasota Clay Court Classic, Sarasota | Terra verde | Jelena Dokić         | 2-6, 2-6  |

### Doppio

#### Sconfitte (1)
| Legenda         |
| --------------- |
| Grande Slam (0) |
| WTA Finals (0)  |
| Tier I (0)      |
| Tier II (0)     |
| Tier III (0)    |
| Tier IV (1)     |
| Tier V (0)      |

| N. | Data            | Torneo                    | Superficie | Compagna           | Avversaria in finale         | Punteggio   |
| 1. | 4 novembre 2002 | PTT Pattaya Open, Pattaya | Cemento    | Lina Krasnoruckaja | Kelly Liggan Renata Voráčová | 5-7, 6(7)-7 |

## Risultati in progressione
| Sigla | Risultato               |
| ----- | ----------------------- |
| V     | Vincitore               |
| F     | Finalista               |
| SF    | Semifinalista           |
| O     | Oro olimpico            |
| A     | Argento olimpico        |
| SF    | Bronzo olimpico         |
| QF    | Quarti di Finale        |
| 4T    | Quarto turno            |
| 3T    | Terzo turno             |
| 2T    | Secondo turno           |
| 1T    | Primo turno             |
| RR    | Round Robin             |
| LQ    | Turno di qualificazione |
| A     | Assente                 |
| ND    | Non disputato           |

| Legenda superfici    |
| -------------------- |
| Cemento              |
| Terra battuta        |
| Erba                 |
| Superficie variabile |

### Singolare nei tornei del Grande Slam
| Torneo          | 1997 | 1998 | 1999 | 2000 | 2001 | 2002 | 2003 | 2004 | 2005 | 2006 |
| --------------- | ---- | ---- | ---- | ---- | ---- | ---- | ---- | ---- | ---- | ---- |
| Australian Open | A    | 2T   | 2T   | 1T   | 1T   | 2T   | 3T   | 1T   | 3T   | 1T   |
| Open di Francia | 1T   | 2T   | 1T   | 1T   | 2T   | 3T   | A    | A    | 1T   | A    |
| Wimbledon       | 1T   | 2T   | 3T   | 1T   | 3T   | 3T   | A    | 3T   | 2T   | A    |
| US Open         | 1T   | 1T   | 1T   | 2T   | 1T   | 3T   | A    | 1T   | A    | A    |

### Doppio nei tornei del Grande Slam
| Torneo          | 1997 | 1998 | 1999 | 2000 | 2001 | 2002 | 2003 | 2004 | 2005 | 2006 |
| --------------- | ---- | ---- | ---- | ---- | ---- | ---- | ---- | ---- | ---- | ---- |
| Australian Open | A    | A    | A    | A    | A    | 1T   | 1T   | 1T   | A    | A    |
| Open di Francia | A    | A    | A    | A    | A    | A    | A    | A    | A    | A    |
| Wimbledon       | A    | A    | A    | A    | A    | 1T   | A    | A    | A    | A    |
| US Open         | A    | A    | A    | A    | A    | 1T   | A    | A    | A    | A    |

### Doppio misto nei tornei del Grande Slam
Nessuna partecipazione

## Vittorie contro giocatrici Top 10
| Stagione | 2002 | 2003 | 2004 | Totale |
| Vittorie | 1    | 1    | 1    | 3      |

| #    | Giocatrice        | Ranking | Evento                                 | Superficie    | Turno | Punteggio     | Rank. TPR |
| ---- | ----------------- | ------- | -------------------------------------- | ------------- | ----- | ------------- | --------- |
| 2002 |                   |         |                                        |               |       |               |           |
| 1.   | Jelena Dokić      | 8       | Porsche Tennis Grand Prix, Filderstadt | Cemento (i)   | 2T    | 1-6, 6-4, 6-1 | 21        |
| 2003 |                   |         |                                        |               |       |               |           |
| 2.   | Jennifer Capriati | 3       | Adidas International, Sydney           | Cemento       | 2T    | 4-6, 6-4, 7-5 | 27        |
| 2004 |                   |         |                                        |               |       |               |           |
| 3.   | Elena Dement'eva  | 8       | Toray Pan Pacific Open, Tokyo          | Sintetico (i) | 2T    | 7-6(5), 6-3   | 250       |